# Lagayan
Lagayan ist eine philippinische Stadtgemeinde in der Provinz Abra. Sie hat 4499 Einwohner (Zensus 2015).

## Baranggays
Lagayan ist politisch unterteilt in fünf Baranggays.
| - Ba-i - Collago - Pang-ot | - Poblacion - Pulot |